# Moraria arctica
Moraria arctica är en kräftdjursart som beskrevs av Flössner 1989. Moraria arctica ingår i släktet Moraria och familjen Canthocamptidae. Inga underarter finns listade i Catalogue of Life.